# Podudzie (Borki)
Podudzie – dawna część wsi Borki w Polsce, w województwie małopolskim, w powiecie dąbrowskim, w gminie Szczucin.
1 stycznia 2023 nazwa miejscowości została zniesiona.
W latach 1975–1998 Podudzie administracyjnie należało do województwa tarnowskiego.